# Globodynerus globosus
Globodynerus globosus är en stekelart som beskrevs av Giordani Soika 1987. Globodynerus globosus ingår i släktet Globodynerus och familjen Eumenidae. Inga underarter finns listade i Catalogue of Life.